# Porte d’Italie

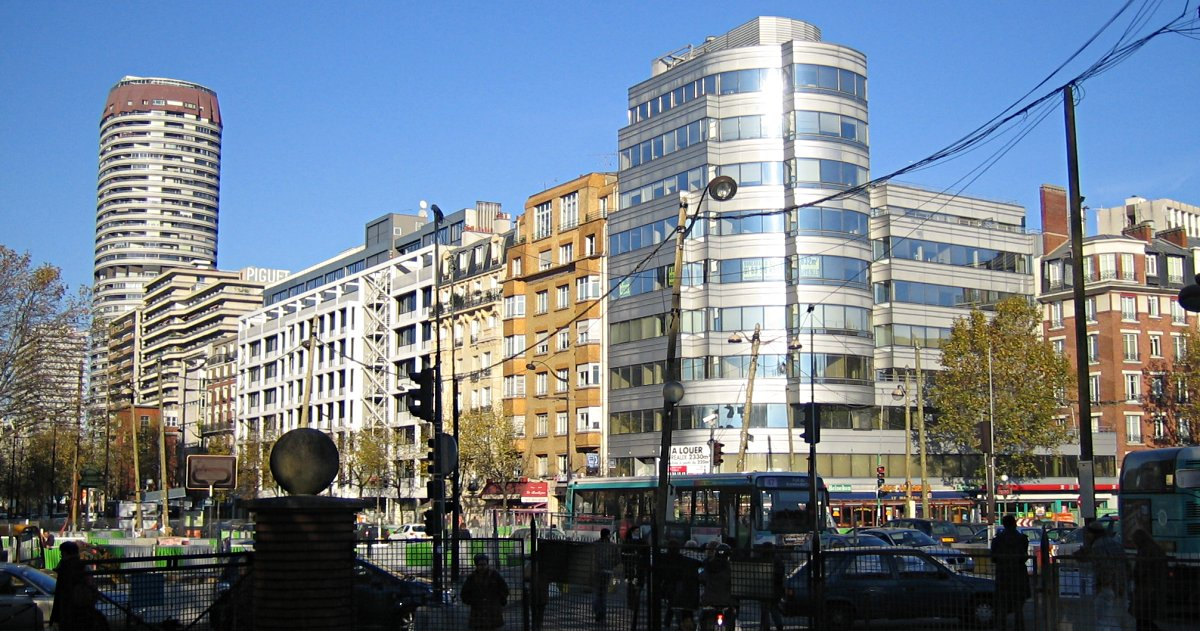
Początek wschodniej pierzei Avenue d’Italie przy bramie Italie

Porte d’Italie – jedna z bram Paryża, położona w 13. dzielnicy. Bramami są nazywane w Paryżu miejsca pozwalające przekroczyć obwodnicę i granice administracyjne miasta (w większości dawniej były to przerwy w wałach miejskich).
Brama oddziela Paryż od miejscowości Le Kremlin-Bicêtre w departamencie Dolina Marny. Stanowi początek drogi krajowej nr 7, łączącej francuską stolicę z granicą państwa z Włochami. Jest to też ważny wjazd na obwodnicę Paryża.

## Dojazd
Dojazd do Porte d’Italie zapewnia linia 7 metra (stacja Porte d’Italie), linia T3 tramwaju oraz autobusy dzienne RATP i nocne Noctilien.